# Brendan Foster
Sir Brendan Foster (Hebburn, 12 gennaio 1948) è un ex mezzofondista britannico.

## Biografia
Nel 1971 fu medaglia di bronzo ai campionati europei sui 1500 metri e l'anno seguente, sulla stessa distanza, raggiunse la finale alle Olimpiadi di Monaco di Baviera 1972 concludendola al quinto posto.
Passato alle distanze più lunghe, nel 1974 vinse i campionati europei nei 5000 m, mentre nel 1976 ai Giochi olimpici di Montreal si classificò al terzo posto vincendo la medaglia di bronzo.
Tra le sue vittorie, anche la medaglia d'oro sui 10000 metri ai Giochi del Commonwealth del 1978.

## Palmarès
| Anno | Manifestazione          | Sede         | Evento      | Risultato | Prestazione | Note                  |
| ---- | ----------------------- | ------------ | ----------- | --------- | ----------- | --------------------- |
| 1970 | Giochi del Commonwealth | Edimburgo    | 1500 metri  | Bronzo    | 3'40"63     |                       |
| 1971 | Campionati europei      | Helsinki     | 1500 metri  | Bronzo    | 3'39"2      |                       |
| 1974 | Campionati europei      | Roma         | 5000 metri  | Oro       | 13'17"2     | Record dei campionati |
| 1974 | Giochi del Commonwealth | Christchurch | 5000 metri  | Argento   | 13'14"06    |                       |
| 1976 | Giochi olimpici         | Montréal     | 10000 metri | Bronzo    | 27'54"92    |                       |
| 1978 | Giochi del Commonwealth | Edmonton     | 10000 metri | Oro       | 28'13"65    |                       |

## Altre competizioni internazionali
1972
- Oro al DN Galan ( Stoccolma), miglio - 3'57"2

1975
- Oro in Coppa Europa ( Nizza), 5000 m piani - 13'36"18

1979
- Oro in Coppa Europa ( Torino), 10000 m piani - 28'22"86
- Argento al Memorial Van Damme ( Bruxelles), 10000 m piani - 27'41"23

1980
- Argento al DN Galan ( Stoccolma), 5000 m piani - 13'20"47